# Ards Beg

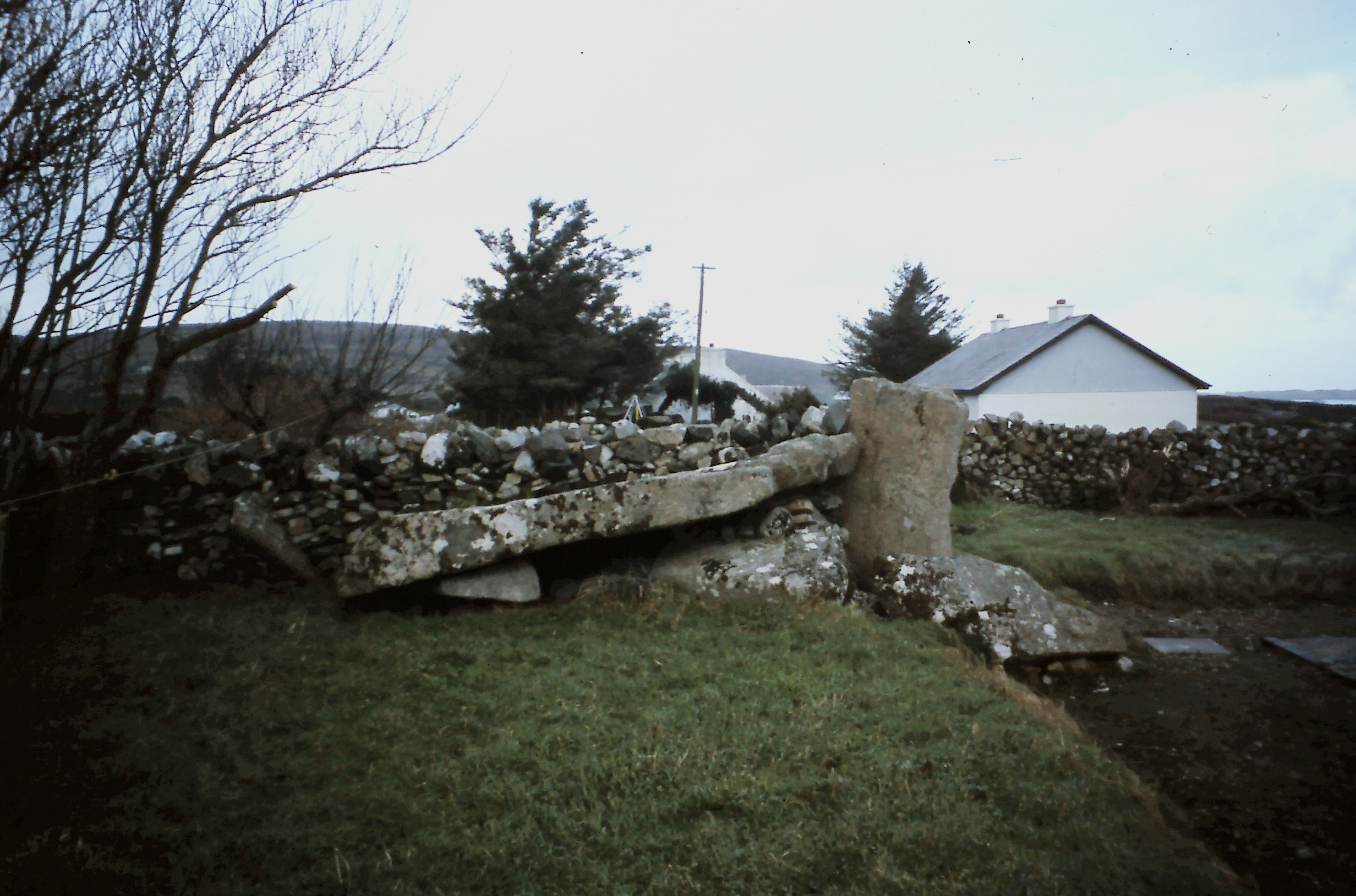
Portal Tomb von Ards Beg

Das zusammengebrochene Portal Tomb von Ards Beg (irisch An Ardaidh Bheag) liegt westlich von Falcarragh (irisch An Fál Carrach oder Na Croisbhealaí) im Norden des County Donegal in Irland. Als Portal Tombs werden Megalithanlagen auf den Britischen Inseln bezeichnet, bei denen zwei gleich hohe, aufrecht stehende Steine mit einem Türstein dazwischen, die Vorderseite einer Kammer bilden, die mit einem zum Teil gewaltigen Deckstein bedeckt ist.
Anfang des 20. Jahrhunderts lag der Deckstein der Anlage noch auf den beiden Portalsteinen und die Kammerwände standen lotrecht. Heute ist die Kammer unter dem Gewicht des etwa 4,0 m langen und 0,8 m dicken Decksteins zusammengebrochen. Die Wandsteine wurden dabei nach außen gedrückt. Die Kammer war etwa 3,0 m lang und etwas mehr als einen Meter breit. Die Portalsteine, zwischen denen ein halbhoher Türstein stand, sind etwa 1,8 m hoch. Die Anlage ist fast Ost-West orientiert. Das Grab liegt im Garten eines Bungalows, der nur etwa zwei Meter vom Portal Tomb errichtet wurde.